# Sunlight (canção de DJ Antoine)
Sunlight (em português: Luz solar) é uma canção executada pelo produtor e artista de house e electro suíço DJ Antoine, com vocais do cantor e compositor belga Tom Dice. Foi lançado em 27 de maio de 2011. Atingiu seu pico na posição de número 10 na parada de singles da Suíça.

## Videoclipe
Um vídeo da música para acompanhar o lançamento de "Sunlight" foi lançado no YouTube em 16 de Setembro de 2011, com uma duração total de três minutos e 52 segundos.

## Faixas
| N.º | Título                                           | Duração |  |
| 1.  | "Sunlight" (DJ Antoine vs Mad Mark Original Mix) | 3:09    |  |

## Desempenho nas paradas
| Parada (2011)                                  | Melhor posição |
| ---------------------------------------------- | -------------- |
| Áustria (Ö3 Austria Top 75)                    | 51             |
| Bélgica (Ultratop 50 de Flandres)              | 8              |
| Bélgica (Ultratop 50 da Valônia)               | 43             |
| O campo songid é OBRIGATÓRIO PARA PARADA ALEMÃ | 85             |
| Países Baixos (Single Top 100)                 | 93             |
| Suíça (Schweizer Hitparade)                    | 10             |

## Histórico de lançamento
| Região | Data               | Formato          |
| ------ | ------------------ | ---------------- |
| Suíça  | 27 de Maio de 2011 | Download digital |